# Windows 12
Windows 12 під кодовою назвою Next Valley або Hudson Valley (укр. Наступна долина або Гудзонова долина) — гіпотетична майбутня операційна система лінійки Windows NT від компанії Microsoft.

## Історія
Microsoft ще не оприлюднила жодної інформації, але на галузевих сайтах вже з'явилися різні припущення та здогадки про те, як може виглядати Windows 12, які функції та системні вимоги вона може мати. Однією з цілей нової системи, яка поки що не визначена, є завершення проєкту CorePC[джерело?] та впровадження його в Windows 12. Це функція, яка, серед іншого, дозволить Windows 12 масштабувати продуктивність і функціональність відповідно до можливостей пристроїв, на яких вона зараз працює.[джерело?] Таким чином, система могла б добре працювати як на слабких, так і на потужних пристроях, і могла б почати конкурувати, наприклад, в освітньому секторі, де все ще домінують Chromebook, вироблені компанією-конкурентом Google. Microsoft також, ймовірно, поглибить використання штучного інтелекту в Windows 12. Зараз він використовується як компонент пошукової системи Bing, а також у мовній моделі Copilot з червня 2023 року.
Команда дизайнерів користувацького інтерфейсу Windows також працює над оновленням візуальної системи Fluent Design, яка вперше з'явилася у Windows 11. Серед візуальних нововведень нової операційної системи — введення плаваючої панелі завдань і поліпшення системних значків. Також буде включена функція, що нагадує своєрідний динамічний острів, подібний до того, що є в iPhone, який міститиме пошукову систему та інші системні елементи, такі як сповіщення.
За повідомленням тайванського видання Commercial Times, ймовірно, випуск розпочнеться у червні 2024 року, за даними Windows Central — у вересні-жовтні.
У вересні 2023 фінансовий директор Intel припустив можливість оновлення Windows, проте не уточнив яке саме. До того, у злитих внутрішніх документах компанії були знайдені згадки Windows 12.
У лютому 2024 року в Microsoft повідомили, що випуск нової системи у поточному році — не планується, натомість буде випущено оновлення Windows 11 під номером 24H2. Повідомлялося, що це буде найбільшим оновленням системи та вийде воно восени 2024 року. В такому випадку, як прогнозував Windows Latest, Windows 12 вийде у 2025 році.
12 жовтня 2024 року, згідно повідомлення видання XDA, з останнім оновленням 24H2, ОС Windows 11, за своєю суттю, вже перетворилася на Windows 12.